# Ned Haig
Edward Haig, detto Ned (Jedburgh, 7 dicembre 1858 – Melrose, 29 marzo 1939), è stato un rugbista a 15 e macellaio scozzese noto per essere ritenuto il fondatore del rugby a 7.
Nel 2008 Ned Haig e il Melrose RFC sono stati inseriti nella IRB Hall of Fame per il loro contributo alla nascita del rugby a 7.

## Biografia
Nato a Jedburgh, Haig da giovane si trasferì a Melrose dove iniziò a praticare il rugby union unendosi nel 1880 al Melrose Rugby Football Club. Nella stessa città svolgeva l'attività di macellaio. Successivamente fu selezionato anche in una squadra locale (The South) composta da giocatori del sud della Scozia impegnati in partite contro altre formazioni scozzesi e inglesi.

## Origini del rugby a 7
Nel 1883, allo scopo di raccogliere denaro per la formazione in cui militava e di cui allora era anche capitano, Haig ebbe l'idea di organizzare un torneo all'interno di una giornata dedicata alle manifestazioni sportive. Dato che non sarebbe stato possibile disputare diversi incontri in un solo pomeriggio con una squadra completa formata da 15 giocatori, le squadre furono composte da 7 uomini e la durata di una partita venne ridotta a 15 minuti.
Nella giornata inaugurale del 28 aprile 1883 parteciparono al torneo di rugby 8 squadre, con la vittoria in finale del Melrose che sconfisse i rivali del Gala ricevendo un trofeo donato dalle donne di Melrose (Ladies Cup). Dopo il successo del torneo altre squadre degli Scottish Borders cominciarono a organizzare dei propri tornei di rugby a 7.